# Service de renseignement Zéro
Le service de renseignement Zéro est un réseau de la résistance belge pendant la Seconde Guerre mondiale. Actif de 1940 à la libération du pays, il est notamment en contact avec le Special Operations Executive britannique.

## Historique
Le service de renseignement Zéro fut fondé en juillet 1940 par Fernand Kerkhofs, il s'entoure de Jean Moens, Paul Lescornez, Jules Lerot, Joseph Dehennin, Marcel Van Caester, René Dufrasnes,  William Ugeux, Louise de Landsheere et d'autres résistants. Il travaillait en étroite collaboration avec le SOE britannique et dépendait directement de la Sûreté de l'État,.
En 1941, le cloisonnement étanche des différentes missions du service zéro n'est pas encore organisé mais on retrouve déjà: le sabotage, les émissions, le renseignement, le passage, les évasions, la presse clandestine (La Libre Belgique), mais aussi la traque aux traîtres et aux infiltrés tel Prosper Dezitter un agent du contre-espionnage allemand démasqué en 1941.
Le quartier général du service est établi dans les bureaux de la Brufina siégeant dans l'hôtel de la banque de Bruxelles (angle  place Royale - rue de la Régence), immeuble présentant l'avantage d'être très fréquenté, d'avoir de nombreuses entrées et sorties et d'être situé à proximité du Palais de Justice. Il est déplacé sous Ugeux, mais aussi par Hachez qui l'établit au 227 chaussée de Charleroi à Saint-Gilles puis pendant six mois dans les locaux de l'association "La Ligue du souvenir" à proximité de la Banque de Bruxelles. Sous Maxime Vanpraag le bureau Zéro est déplacé successivement rue Saint-bernard à Saint-Gilles et rue de Trèves à Ixelles.
Il est difficile de chiffrer avec exactitude les effectifs du service Zéro mais on estime à 400 les agents du service et qu'environ 4000 agents ont opéré pour le service à des degrés divers.

## Communications
Le service Zéro se rend très utile surtout pour les renseignements politico-économiques, judiciaires, administratifs et d'ordre militaire qu'il fait parvenir à Londres. Mais au début les liaisons ne sont pas toujours certaines,  les renseignements sont trop souvent  envoyés  au hasard des contacts. Petit à petit des réseaux se tissent. Des hommes courageux vont porter les précieux renseignements via des filières passant par Tourcoing, Roubaix, Vichy, Lyon, Montpellier ou Limoges. Les courriers signés « Jef » seront les premiers que les Etats-Majors alliés recevront de Belgique sous forme utilisable. En juin 1941 une liaison est établie par Pierre Vandermies alias « Dewinde » qui envoyé de Londres, parvient à ramener en Angleterre des documents Zéro et des renseignements importants sur le service-même (novembre 41). Mais désireux d'entrer en contact plus directement avec Londres, les dirigeants du Service Zéro font transmettre des messages via le poste d'un agent de sabotage.  Londres estimant, pas tout à fait à tort, que certains groupes d’agents saboteurs sont infiltrés par l'ennemi, décide pour une plus grande sécurité d’envoyer un opérateur radio. Celui-ci arrive le 2 mars 1942 et des courriers sont alors régulièrement expédiés via "Sabot", qui les transmet à Lisbonne par l'antenne de Marseille ou celle de  Barcelone. Mais les transmissions sont interrompues en mai puis rétablies par l'arrivée en août 1942 d’un nouvel opérateur : Augustin Roblain "Busker". La liaison radio restera enfin constante jusqu'à la libération grâce à celui-ci et d’autres opérateurs envoyés après lui. Il y aura eu en tout 27 stations radio en Belgique, notamment celle d'Albert Toussaint "Beagle" parachuté en juin 1942 avec pour mission d'établir un service de renseignements météorologiques et celle de François Van Aken "Bullet" envoyé par Londres en février 1943. Sans oublier Joseph Michels "Serge" marconiste qui opère à partir de septembre 1943.
Le Service Zéro était un des canaux par lesquels passaient les communications, tant par radio que par courrier, échangées entre le gouvernement belge à Londres et son « antenne » clandestine en Belgique occupée, le « Comité Gilles ».  Deux autres canaux importants étaient le Service Clarence ou Réseau Clarence (réseau de renseignement) fondé par Walthère Dewé et le Réseau Luc-Marc fondé par Georges Leclercq. 

« … le devoir impérieux de perpétuer les noms des héros et des martyrs pour une postérité trop souvent oublieuse et ingrate … »

— Livre d'or de la Résistance belge

## Les commandants successifs
1. Fernand Kerkhofs "Cim" "Jef" "Zéro" (juillet 1940 à octobre 1941)
2. William Ugeux "Walter" (octobre 1941 à juin 1942)
3. Albert Hachez "Casimir" "Aristide" (juin 1942 à juin 1943)
4. Maxime Vanpraag "Rouleau" "Eric" "Monsieur Jean" (juin 1943 à son arrestation en juillet 1944)
5. André Rostenne "Blaise" "Claude" "Hubert" (juillet 1944 à la libération)

## Sources bibliographiques
- Livre d’Or de la Résistance belge, Bruxelles, Éditions Leclercq, 1948.
- Yaëlle Van Crombrugge, Les espions Zéro dans l'ombre du pouvoir 1940-1944, Editions Racine, 2013.
- Des Archives au CEGES